# Khouma el Babacar
Babacar El Hadji Khouma (Thiès, 17 de marzo de 1993), más conocido como Khouma Babacar, es un futbolista senegalés. Juega como delantero y su equipo es el Sariyer S. K.

## Trayectoria
Con 14 años cruzó el Atlántico desde Senegal a Fuerteventura, ingresó en la escuela de fútbol de Franco Rondanini y un año y medio después destacó en un torneo juvenil y le fichó la ACF Fiorentina.
Con este club debutó con 16 años y marcó su primer gol en la Serie A con 17.
En el mercado de invierno de la temporada 2011-12 el ariete fue cedido al Racing de Santander hasta final de temporada, completando el tridente ofensivo del club.

## Palmarés

### Títulos nacionales
| Título                 | Club             | País      | Año  |
| ---------------------- | ---------------- | --------- | ---- |
| Superliga de Dinamarca | F. C. Copenhague | Dinamarca | 2022 |
| Copa de Dinamarca      | F. C. Copenhague | Dinamarca | 2023 |
| Superliga de Dinamarca | F. C. Copenhague | Dinamarca | 2023 |